# مجموعه نهرپادشاهی
مجموعه نهرپادشاهی مربوط به دوره صفوی است و در شهرستان شوشتر، روستای ترکالکی واقع شده و این اثر در تاریخ ۱۰ خرداد ۱۳۸۲ با شمارهٔ ثبت ۸۸۸۲ به‌عنوان یکی از آثار ملی ایران به ثبت رسیده است.